# Zandak
Zandak (ros. Зандак) – wieś w Rosji, w Czeczenii, w rejonie nożaj-jurtowskim. W 2010 liczyła 5006 mieszkańców.